# Solms-Wildenfels
Solms-Wildenfels fue un pequeño Condado en torno a Wildenfels en el sudoeste de Sajonia, Alemania. La Casa de Solms tenía su origen en Solms, Hesse. 

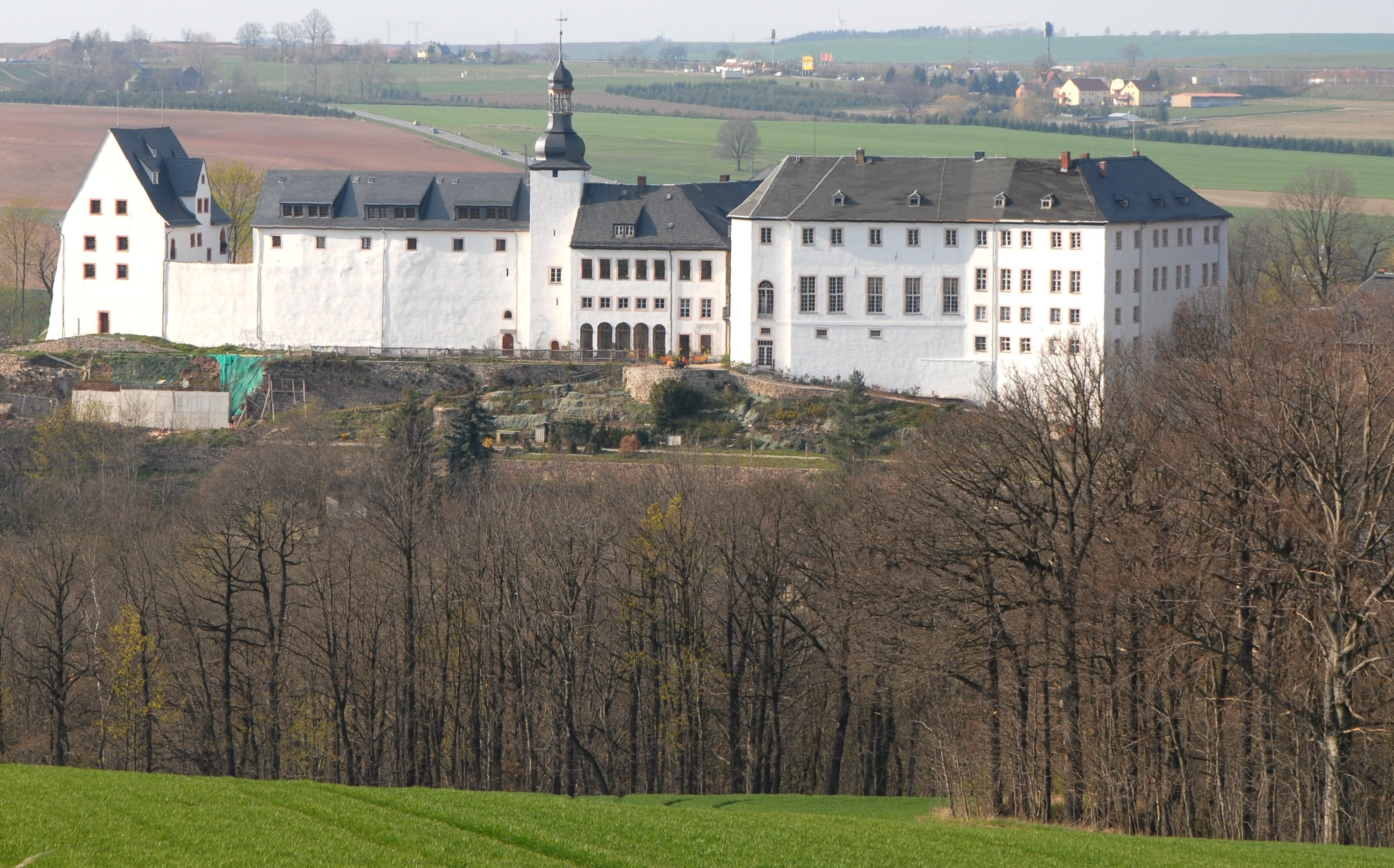
Castillo de Wildenfels.

Solms-Wildenfels era una partición de Solms-Baruth. En 1741 fue dividido entre sí mismo y Solms-Sachsenfeld, y reintegró ese Condado a su extinción en 1896. Solms-Wildenfels fue mediatizado a Hesse-Darmstadt en 1806.

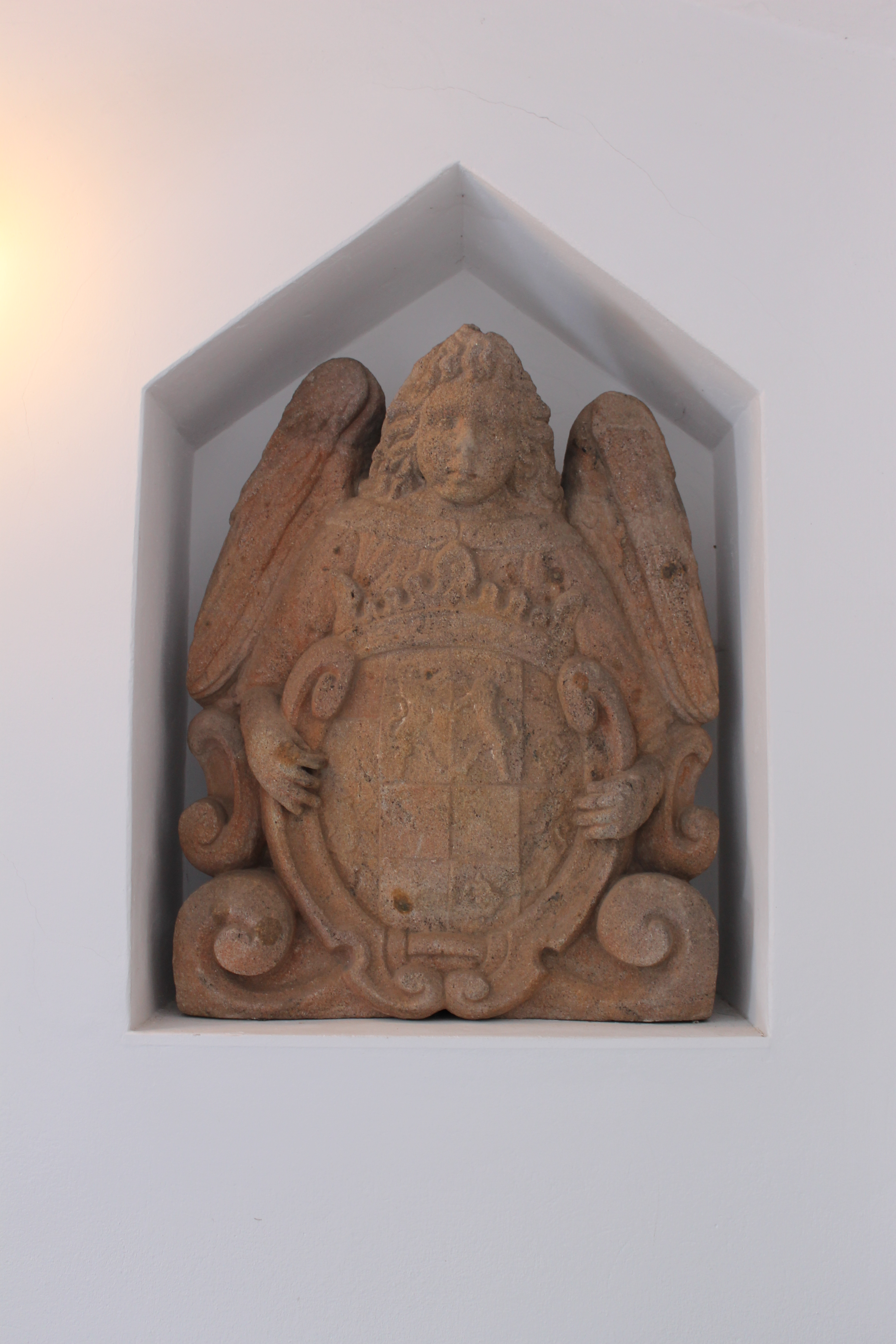
Escudo de armas.

## Condes de Solms-Wildenfels (1696-1806)
- Otón Enrique Guillermo (1696-1741)
- Enrique Carlos (1741-46)
- Federico Magnus I (1746-1801)
- Federico Magnus II (1801-06)

## Condes mediatizados de Solms-Wildenfels[1]
- Federico Magnus II (1806-1857)
- Federico Magnus III (1857-1883)
- Federico Magnus IV (1883-1910)
- Federico Magnus V (1910-1945), desposó a la Princesa María Antonieta de Schwarzburgo, quien presumiblemente iba a convertirse en jefe de la Casa de Schwarzburgo en 1971. Tras la muerte de su hermano en 1971 la Casa de Schwarzburgo se extinguió en línea masculina. Sin embargo los principados de Schwarzburgo operaban bajo una primogenitura semi-sálica que significa que en caso de extinción de todos los dinastas varones, como sucedió con la muerte del Príncipe Federico Gunter, las mujeres pudieran heredar.[2]
- Federico Magnus VI (1945-): a la muerte de su madre en 1984, se convirtió en jefe de la Casa de Schwarzburgo en una unión personal con Solms-Wildenfels, como Príncipe de Schwarzburgo.[3][4]